# 大塚直哉
大塚 直哉（おおつか なおや）は、日本のチェンバロ奏者。東京藝術大学音楽学部教授・理事・副学長（教育担当）。

## 人物

### 学歴
和光小学校から和光中学校、東京都立町田高等学校を経て、1994年に東京藝術大学音楽学部楽理科を卒業、1997年に同大大学院器楽専攻修士課程を修了、2001年に同大大学院チェンバロ専攻博士後期課程修了、博士（音楽）（甲種、2001年）。アムステルダム音楽院チェンバロ科およびオルガン科修了。

### 職歴
『アンサンブル コルディエ』『バッハ・コレギウム・ジャパン』などのアンサンブルにおける通奏低音奏者として、またチェンバロ、オルガン、クラヴィコードのソリストとして活躍するほか、これらの楽器に初めて触れる人のためのワークショップを各地で行っている。チェンバロのソロCD「トッカーレ［触れる］」（ALM RECORDS）のほか録音多数。
神戸松蔭女子学院大学非常勤講師、東京藝術大学非常勤講師を経て、2010年より、東京藝術大学音楽学部准教授、同18年より教授（古楽研究室）。国立音楽大学非常勤講師。
教職の他に、日本チェンバロ協会会長（第6期、2023年-）、宮崎県立芸術劇場、彩の国さいたま芸術劇場、旧東京音楽学校奏楽堂のオルガン事業アドバイザー、NHK-FM「古楽の楽しみ」案内人。

## 出演
ラジオ
- 古楽の楽しみ（NHKFM）案内人（2016年4月-）

## 著作

### 博士論文
- 『J.S.バッハの手鍵盤のためのトッカータ研究 : BWV910～916の成立とクラヴィーアの概念についての考察』（博士（音楽）、甲第139号、東京芸術大学、2001年）[6]

### 編書
- 『Plus Baroqueバロック・ピアニストへの道. フランスの舞曲編』（学研プラス、2019年）
- 『クラヴィス : むかしの鍵盤楽器〈オルガン・チェンバロ・クラヴィコード〉を弾いてみよう』（現代ギター社、2014年）

### 監修
- 『4期のピアノ名曲集 : バロック・古典・ロマン・近現代. 1』（学研プラス、2009年）
- 『4期のピアノ名曲集 : バロック・古典・ロマン・近現代. 4』（学研パブリッシング、2010年）